# Xã Thayer, Quận Thurston, Nebraska
Xã Thayer (tiếng Anh: Thayer Township) là một xã thuộc quận Thurston, tiểu bang Nebraska, Hoa Kỳ. Năm 2010, dân số của xã này là 125 người.